# Jinu
Dans ce nom coréen, le nom de famille, Kim, précède le nom personnel.
Pour les articles homonymes, voir Kim Jin-woo.
Kim Jin-woo (hangeul : 김진우), mieux connu sous le nom de Jinu (hangeul : 진우) est un chanteur, danseur et acteur sud-coréen. Il est membre du boys band sud-coréen Winner, formé en 2013 sous YG Entertainment par le programme WIN: Who Is Next.

## Vie et carrière

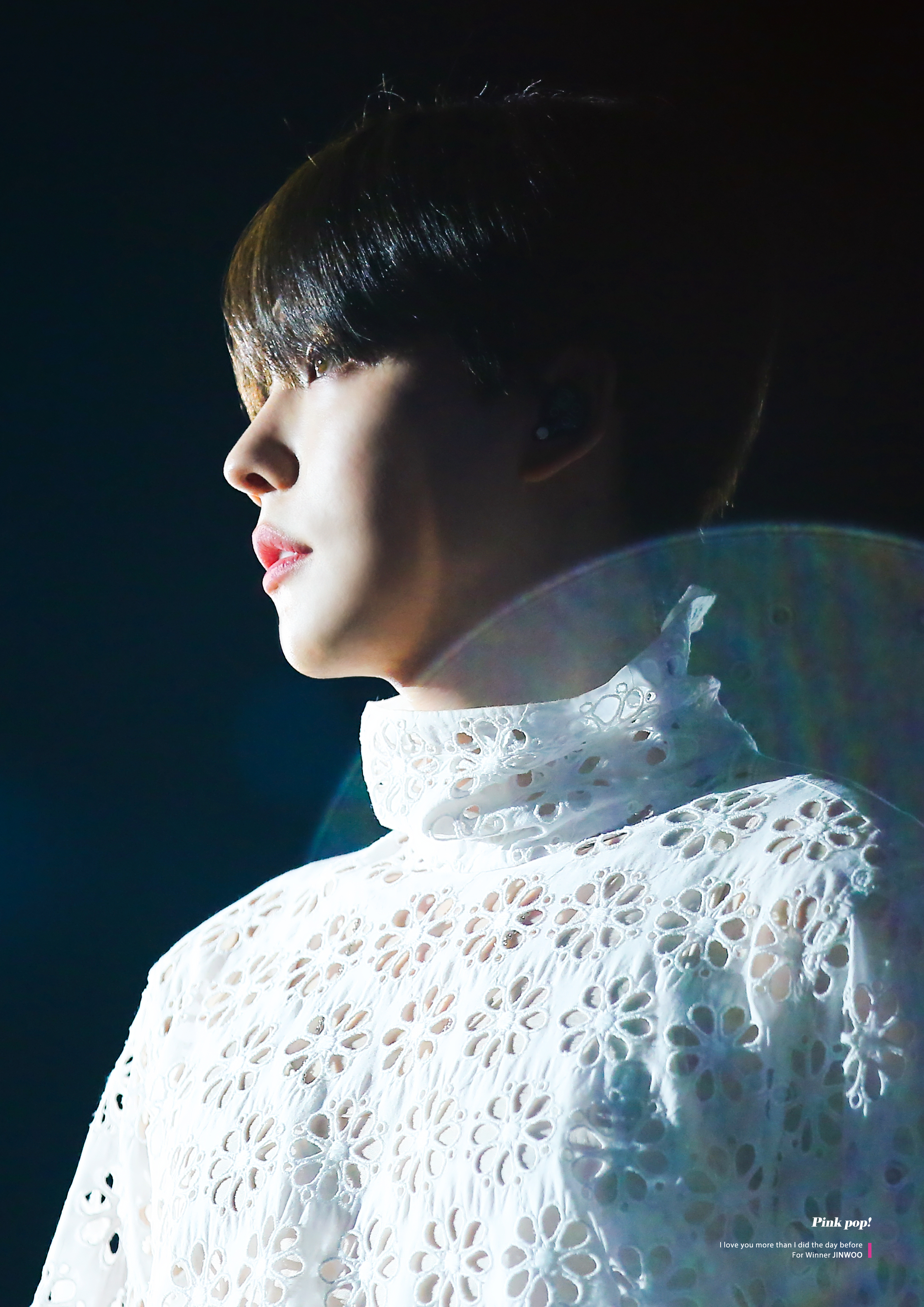
Kim Jinwoo, en 2018, lors de la tournée WINNER Everywhere, à Hong Kong.

Jinu est né le 26 septembre 1991 à Imja-do, District de Sinan. Il a été repéré par Seungri de BIGBANG. Seungri fut impressionné lorsqu'il vu Jinu danser à son académie, et décida de le présenter à la YG Entertainment afin de savoir ce que l'agence pourrait faire pour lui. À la suite de cela, il devient stagiaire à la YG Entertainment où il débutera plus tard dans le groupe Winner. Jinu vécu avec son père, qui est pêcheur, à Imja-do. À l'âge de dix-huit ans, il décida de partir seul vivre à Séoul.
Il devient stagiaire à la YG en 2010, et est connu comme étant l'un des stagiaires les plus anciens de l'agence. En 2011, il était l'un des danseurs du concert de son agence nommé YG Family, aux côtés d'un autre membre de son groupe Taehyun. Dans Winner, Jinwoo occupe une position de chanteur secondaire. 
En 2016, Jinu commence sa carrière d'acteur dans le web-drama Magic Cellphone (마법의 핸드폰) où il interprète le rôle de Woo Taeji,,,,.

## Filmographie

### Dramas
| Année | Chaîne  | Titre                           | Rôle      | Épisode(s) |
| ----- | ------- | ------------------------------- | --------- | ---------- |
| 2016  | Sohu TV | Magic Cellphone (마법의 핸드폰) | Woo Taeji | 10         |

### Télé-réalité et émissions de variétés
| Année       | Chaîne                    | Titre             | Note(s)             |
| ----------- | ------------------------- | ----------------- | ------------------- |
| 2013        | Mnet                      | WIN: Who Is Next? | Membre de la Team A |
| 2013        | Mnet                      | WINNER TV         |                     |
| 2014        | Mnet                      |                   |                     |
| KBS         | Yoo Hee Yeol's Sketchbook |                   |                     |
| MBC Every 1 | Weekly Idol               | Ép.169            |                     |
|             | HanLove & HanChu          |                   |                     |
| 2016        | Hunan Broadcasting System | Happy Camp        |                     |
| 2016        | JTBC                      | Half-moon Friends |                     |

### Publicités
| Année | Compagnie   | Marque                                       | Référence(s) |
| ----- | ----------- | -------------------------------------------- | ------------ |
| 2014  | Sejung      | NII                                          | ,            |
| 2014  | Coca Cola   | Fanta Fanta Mix Series                       | [ 9 ]        |
| 2014  | Adidas      | Adidas Originals Collection Outerwear Winter | [ 10 ]       |
| 2014  | Elite Basic | Elite Uniforms                               | [ 11 ]       |
| 2014  | Pizza Etang | Pizza Etang                                  | [ 12 ]       |

### Apparitions dans des clips vidéos
| Titre         | Artiste(s) | Durée | Rôle             | Référence(s) |
| ------------- | ---------- | ----- | ---------------- | ------------ |
| "Ringa Linga" | Taeyang    | 3:49  | Lui-même (Caméo) | [ 13 ]       |
| I'm Him       | Mino       | 2:52  | Lui-même (Caméo) | [ 14 ]       |
| "Empty"       | Winner     | 4:07  | Lui-même         | ,            |
| "Color Ring"  | Winner     | 3:55  | Lui-même         | ,            |
| "Sentimental" | Winner     | 3:43  | Lui-même         | ,            |
| "Baby Baby"   | Winner     | 5:05  | Lui-même         | ,            |